# Watsonia rourkei
Watsonia rourkei är en irisväxtart som beskrevs av Peter Goldblatt. Watsonia rourkei ingår i släktet Watsonia och familjen irisväxter. Inga underarter finns listade i Catalogue of Life.